# Wasserspiele (Burtscheid)

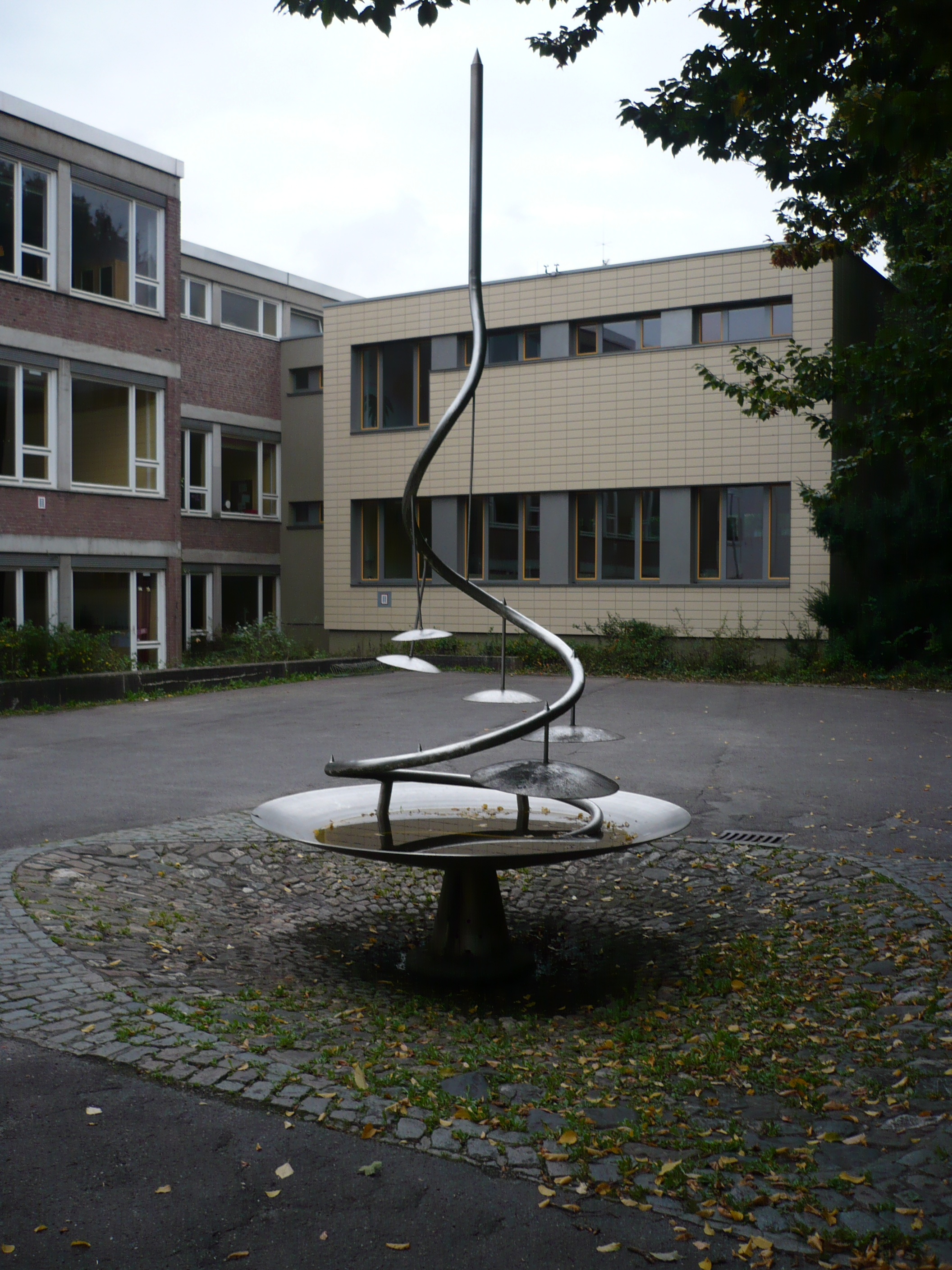
Wasserspiel in der Malmedyer Straße

Wasserspiele heißt ein am 30. September 1969 eingeweihter Brunnen des Bildhauers Philipp Anton aus Aachen im Aachener Stadtteil Burtscheid. 
Der Brunnen steht auf dem kleinen zur Malmedyer Straße und Berdoletstraße gelegenen Hof vor der Gemeinschaftshauptschule Burtscheid. Er ist aus Edelstahl gefertigt. Seine Besonderheit ist, dass das aus Düsen des spiralförmig aufsteigenden Rohres zunächst entweichende Wasser beim Zurückfallen auf beckenartige Scheiben trifft und diese zum Klingen bringt.
Siehe auch die Liste der Brunnen in Aachen.